# Paradelphomyia
Paradelphomyia is een muggengeslacht uit de familie van de steltmuggen (Limoniidae).

## Soorten

### OndergeslachtOxyrhiza
- P. (Oxyrhiza) aberdarica Alexander, 1956
- P. (Oxyrhiza) aequatorialis (Alexander, 1944)
- P. (Oxyrhiza) alticola Alexander, 1956
- P. (Oxyrhiza) amabilis Alexander, 1954
- P. (Oxyrhiza) americana (Alexander, 1912)
- P. (Oxyrhiza) angustistyla Alexander, 1970
- P. (Oxyrhiza) annulipes Alexander, 1960
- P. (Oxyrhiza) ariana (Alexander, 1930)
- P. (Oxyrhiza) bhava Alexander, 1956
- P. (Oxyrhiza) bigladia Alexander, 1970
- P. (Oxyrhiza) bilobata Alexander, 1957
- P. (Oxyrhiza) brachyphallus Alexander, 1956
- P. (Oxyrhiza) brevifurca Savchenko, 1976
- P. (Oxyrhiza) cayuga (Alexander, 1912)
- P. (Oxyrhiza) cerina (Alexander, 1936)
- P. (Oxyrhiza) costaricensis (Alexander, 1922)
- P. (Oxyrhiza) cycnea Stary and Freidberg, 2007
- P. (Oxyrhiza) czizekiana Stary, 1971
- P. (Oxyrhiza) chosenica Alexander, 1950
- P. (Oxyrhiza) dalei (Edwards, 1939)
- P. (Oxyrhiza) deprivata Alexander, 1954
- P. (Oxyrhiza) destituta (Alexander, 1945)
- P. (Oxyrhiza) dichromata Alexander, 1965
- P. (Oxyrhiza) dissita Alexander, 1960
- P. (Oxyrhiza) distivena Alexander, 1954
- P. (Oxyrhiza) dolonigra Alexander, 1970
- P. (Oxyrhiza) ecalcarata (Edwards, 1938)
- P. (Oxyrhiza) faurei (Alexander, 1923)
- P. (Oxyrhiza) flavescens (Brunetti, 1911)
- P. (Oxyrhiza) furcata (Brunetti, 1912)
- P. (Oxyrhiza) fuscula (Loew, 1873)
- P. (Oxyrhiza) hkayamensis Alexander, 1965
- P. (Oxyrhiza) indulcata Alexander, 1958
- P. (Oxyrhiza) interposita Savchenko, 1976
- P. (Oxyrhiza) issikina (Alexander, 1930)
- P. (Oxyrhiza) krisna Alexander, 1957
- P. (Oxyrhiza) laterostriata Savchenko, 1976
- P. (Oxyrhiza) latissima (Alexander, 1932)
- P. (Oxyrhiza) macracantha Alexander, 1957
- P. (Oxyrhiza) maddocki (Alexander, 1948)
- P. (Oxyrhiza) majuscula (Alexander, 1936)

- P. (Oxyrhiza) manopi Alexander, 1956
- P. (Oxyrhiza) marginipuncta Alexander, 1974
- P. (Oxyrhiza) megacera Alexander, 1958
- P. (Oxyrhiza) mexicana (Alexander, 1940)
- P. (Oxyrhiza) minuta (Alexander, 1911)
- P. (Oxyrhiza) minutoides Alexander, 1954
- P. (Oxyrhiza) mitra Alexander, 1953
- P. (Oxyrhiza) morelosensis (Alexander, 1946)
- P. (Oxyrhiza) myriacantha Alexander, 1965
- P. (Oxyrhiza) nebulosa (de Meijere, 1913)
- P. (Oxyrhiza) newar Alexander, 1958
- P. (Oxyrhiza) nielseni (Kuntze, 1919)
- P. (Oxyrhiza) nigrina (Lackschewitz, 1940)
- P. (Oxyrhiza) nimbicolor Alexander, 1950
- P. (Oxyrhiza) nipponensis (Alexander, 1924)
- P. (Oxyrhiza) nubifera Alexander, 1954
- P. (Oxyrhiza) oaxacensis (Alexander, 1946)
- P. (Oxyrhiza) pacifica (Alexander, 1944)
- P. (Oxyrhiza) paucimacula Alexander, 1956
- P. (Oxyrhiza) perumbrosa Alexander, 1950
- P. (Oxyrhiza) platymera Alexander, 1972
- P. (Oxyrhiza) pleuralis (Dietz, 1921)
- P. (Oxyrhiza) pleurolinea Alexander, 1950
- P. (Oxyrhiza) polysticta (Edwards, 1934)
- P. (Oxyrhiza) prayooni Alexander, 1954
- P. (Oxyrhiza) pugilis Alexander, 1973
- P. (Oxyrhiza) pygmaea Savchenko, 1973
- P. (Oxyrhiza) recurvans Alexander, 1956
- P. (Oxyrhiza) reducta (Alexander, 1938)
- P. (Oxyrhiza) ruficolor Alexander, 1965
- P. (Oxyrhiza) senilis (Haliday, 1833)
- P. (Oxyrhiza) sierrensis Alexander, 1958
- P. (Oxyrhiza) subnebulosa (Alexander, 1936)
- P. (Oxyrhiza) subterminalis Alexander, 1958
- P. (Oxyrhiza) tritumula Alexander, 1965
- P. (Oxyrhiza) ugandae (Riedel, 1914)
- P. (Oxyrhiza) umbrosa (Edwards, 1916)
- P. (Oxyrhiza) venezolana Alexander, 1950
- P. (Oxyrhiza) vumbensis (Alexander, 1946)

### OndergeslachtParadelphomyia
- P. (Paradelphomyia) crossospila (Alexander, 1936)